# دينيس لينوار
دينيس لينوار (بالفرنسية: Denis Lenoir)‏ هو مصور سينمائي فرنسي، ولد في 1949 في باريس في فرنسا.

## وصلات خارجية
- الموقع الرسمي
- دينيس لينوار على موقع IMDb (الإنجليزية)
- دينيس لينوار على موقع ألو سيني (الفرنسية)
- دينيس لينوار على موقع أول موفي (الإنجليزية)
- دينيس لينوار على موقع قاعدة بيانات الأفلام السويدية (السويدية)
- دينيس لينوار على موقع قاعدة بيانات الفيلم (الإنجليزية)
- دينيس لينوار على موقع كينوبويسك (الروسية)